# IC 4798
IC 4798 (również PGC 62630) – galaktyka spiralna położona w gwiazdozbiorze Pawia w odległości około 200 milionów lat świetlnych od Ziemi. Odkrył ją DeLisle Stewart 13 sierpnia 1901 roku. Galaktyka porusza się względem Słońca z prędkością około 4,5 tys. km/s (oddala się).
W IC 4798 zaobserwowano do tej pory jedną supernową – SN 1971R.